# Danh pháp đồng nghĩa
Trong danh pháp khoa học, danh pháp đồng nghĩa, tên đồng danh hay còn được dùng nguyên văn synonym là một danh pháp khoa học áp dụng cho một đơn vị phân loại mà (hiện tại) đang sử dụng một danh pháp khoa học khác, mặc dù thuật ngữ này đôi khi được sử dụng khác nhau đối với danh pháp động vật học và thực vật học. Ví dụ, Linnaeus là người đầu tiên đặt ra một danh pháp khoa học (dưới hệ thống danh pháp khoa học hiện đang được sử dụng) cho cây vân sam Na Uy, ông gọi nó là Pinus abies. Hiện nay danh pháp này không được sử dụng nữa: nó là một danh pháp đồng nghĩa của danh pháp khoa học chính thức hiện tại của loài này là Picea abies.
Không giống như từ đồng nghĩa trong các ngữ cảnh khác, trong phân loại học, một danh pháp đồng nghĩa thì không dùng thay thế được cho danh pháp chính danh mà nó đồng nghĩa. Trong phân loai học, các danh pháp đồng nghĩa không tương đồng nhau mà có địa vị khác nhau. Đối với bất cứ đơn vị phân loại nào với một định nghĩa, vị trí, và cấp bậc cụ thể, chỉ có một danh pháp khoa học được coi là danh pháp chính thức vào bất cứ lúc nào. Danh pháp chính thức này được quyết định bằng cách áp dụng quy tắc danh pháp khoa học liên quan. Một danh pháp đồng nghĩa không thể tồn tại độc lập: nó luôn luôn là một sự thay thế cho một danh pháp khoa học khác. Với việc danh pháp chính thức của một đơn vị phân loại phụ thuộc và quan điểm phân loại học được sử dụng (dẫn tới một định nghĩa, vị trí và cấp bậc cụ thể), một danh pháp là danh pháp đồng nghĩa của một nhà phân loại học này lại có thể là danh pháp chính danh của một nhà phân loại học khác (và ngược lại.

## Động vật học
Trong động vật học, đồng nghĩa muộn (junior synonym) là một tên đặt cho một đơn vị phân loại đã được công bố và đặt tên trước đó. Nếu hai hay nhiều đơn vị phân loại đã được phân loại chính thức và được đặt tên nhưng sau này lại gộp thành một, thì tên đầu tiên được công bố là đồng nghĩa sớm (senior synonym), tất cả các trường hợp khác là đồng nghĩa muộn. Chỉ trong những trường hợp đặc biệt (xem Tyrannosaurus), đồng nghĩa muộn mới được sử dụng, tất cả các trường hợp khác, đồng nghĩa sớm chiếm vị trí ưu tiên, kể cả khi bị phản đối. Thường thì đồng nghĩa muộn mang tính cách cá nhân, trừ trường hợp hai đồng nghĩa muộn cùng mô tả một đơn vị. Đồng nghĩa muộn và sớm được gọi chung là đồng nghĩa (synonym).